# Douglas DC-5
Дуглас DC-5 (англ. Douglas DC-5) — двухдвигательный пассажирский самолёт, производимый американской компанией Douglas Aircraft Company с 1940 года - по 1949 год. Он был предназначен для более коротких маршрутов чем Douglas DC-3 и Douglas DC-4.

## История создания, проектирование и испытания
Во второй половине 1930-х годов фирма "Douglas Aircraft" разрабатывала несколько вариантов транспортных самолетов большинство из которых были средне и дальнемагистральные. Для региональных и второстепенных маршрутов требовался самолет с иными характеристиками.
В 1938 году был спроектирован гражданский авиалайнер на 16-22 места, получивший наименование DC-5. Что был первый пассажирский авиалайнер, построенный по схеме высокоплана с передней опорой шасси, Благодаря высокому авторитету фирмы "Дуглас" заказчики на новый самолет появились еще в процессе разработки. Намерения приобрести пять самолетов высказали американская фирма Pennsylvania Central, четыре KLM  и два колумбийская SCADTA.
Самолет строился на авиационном заводе в Эль Сегундо. При создании DC-5 конструкторы использовали заделы узлов и агрегатов от  DC-3 и бомбардировщика DB-7. Первый прототип DC-5 с двигателями Wright GR-1820-F62 Cyclone впервые поднялся в воздух 20 февраля 1939 года. Испытания выявили ряд проблем, которые требовали изменения конструкции самолета. Устранение недостатков  потребовало много времени, поэтому испытания затянулись на несколько месяцев.
Впоследствии этот единственный первый прототип стал личным самолетом Уильяма Боинга, который назвал его Rover.  Из-за начала Второй Мировой войны программа выпуска DC-5 потерпела неудачу. До вступления США в войну помимо опытного образца было построено четыре серийных самолета, которые получила голландская компания KLM.
Из-за начавшейся войны объем пассажирских перевозок, особенно в Европе резко упал, что повлияло на спрос на новый самолет. Не оправдались надежды на военные заказы. В 1939 году ВМС США заказали семь самолетов. Три 18-местных (R3D-1) для перевозки личного состава и четыре (R3D-2) для командования морских перевозок. В дальнейшем Пентагон сделал выбор в пользу военных версий DC-3. Всего, включая прототип, было выпущено 12 самолетов DC-5.

## Конструкция
Douglas DC-5 - цельнометаллический свободнонесущий высокоплан с двумя поршневыми двигателями и убирающимся шасси.
- Фюзеляж - типа полумонокок круглого сечения. Обшивка гладкая работающая. Конструктивно фюзеляж состоит из трех частей - носовая, средняя и хвостовая. Носовая часть разделена на два отсека: отсек для приборов и оборудования за ним закрытая трехместная кабина экипажа. В средней части располагался пассажирский салон на 18 или 24 посадочных места[1].
- Крыло - цельнометаллическое свободнонесущее высокорасположенное. Конструктивно состоит из центроплана и двух отъёмных консолей. На центроплане установлены гондолы двигателей. Обшивка крыла гладкая, работающая. Центроплан жестко связан с конструкцией фюзеляжа. Механизация крыла - элероны и щелевые закрылки. Каркас элеронов металический, обшивка полотняная. Элероны снабжены триммерами[1].
- Хвостовое оперение - однокилевое, классической схемы. Вертикальное оперение - киль жестко интегрированный в конструкцию фюзеляжа с  рулем направления. Горизонтальное оперение - свободнонесущий стабилизатор с рулями высоты, установленный под углом 15 градусов к горизонтальной плоскости. У рулей высоты и направления каркасы металлические, обшивка полотняная. Рули снабжены триммерами[1].
- Шасси - трехстоечное с носовой стойкой, убираемое. На каждой стойке по одному колесу с шинами низкого давления. Носовая стойка управляемая. Колеса основных стоек были снабжены гидравлическими тормозами. Уборка и выпуск шасси  осуществлялась при помощи гидравлики. Основные стойки в полете убирались во внешнюю часть крыла. Носовая стойка убиралась в нишу в передней части фюзеляжа[1].
- Силовая установка - на серийные самолеты устанавливались два поршневых 9-цилиндровых карбюраторных звездообразных двигателя Wright Cyclone SGR-1820-G102A воздушного охлаждения, мощностью 1110 л.с. каждый. Двигатели устанавливались в аэродинамических гондолах на центроплане и закрывались капотами. Воздушный винт трёхлопастный изменяемого шага[1].

## Эксплуатация
В связи с началом войны программа производства DC-5 постигла неудача. Только голландская компания KLM получила свои заказанные четыре самолета. Авиакомпания планировала использовать их на европейских авиалиниях. Однако война и немецкая оккупация Голландии сорвали эти планы. Два самолета были отправлены в Голландскую Вест-Индию и эксплуатировались на маршруте Суринам - Кюрасао. Два самолета эксплуатировались в Голландской Ост-Индии (нынешняя Индонезия).
В январе 1942 года, после японского вторжения, самолеты были мобилизованы  для эвакуации голландских войск и гражданских лиц  в Новую Гвинею и Австралию. 9 февраля один из самолетов был поврежден и захвачен японцами. Впоследствии этот самолет был отремонтирован и использовался на территории Японских островов. Остальные самолеты были переправлены в Австралию и переданы австралийским ВВС.

## Спецификации
Основные характеристики
| Команда            | 3                                                                                 |
| Вместимость        | 18-24 пассажиров                                                                  |
| Длина              | 18,96 м                                                                           |
| Размах крыла       | 23,77 м                                                                           |
| Высота             | 6,04 м                                                                            |
| Площадь крыла      | 76,55 м²                                                                          |
| Вес пустого        | 6 243 кг                                                                          |
| Макс. взлетный вес | 9 072 кг                                                                          |
| Двигатели          | Два Wright GR-1820-F62 Cyclone радиальных двигателя, каждый по 900 л.с. (671 кВт) |